# Bełczyna
Bełczyna – wieś w Polsce położona w województwie dolnośląskim, w powiecie lwóweckim, w gminie Wleń, na Pogórzu Kaczawskim w Sudetach.

## Podział administracyjny
W latach 1975–1998 miejscowość administracyjnie należała do województwa jeleniogórskiego.